# Microregione di Santo Antônio de Pádua
Santo Antônio de Pádua è una microregione dello Stato di Rio de Janeiro in Brasile, appartenente alla mesoregione di Noroeste Fluminense.

## Comuni
Comprende 6 municipi:
- Aperibé
- Cambuci
- Itaocara
- Miracema
- Santo Antônio de Pádua
- São José de Ubá